# Вулиця Юліуша Словацького (Тернопіль)
Вулиця Юліуша Словацького — коротка вулиця в центральній частині міста Тернополя. Названа на честь польського поета Юліуша Словацького.

## Відомості
Розпочинається від вулиці Михайла Грушевського, пролягає на північний схід до бульвару Тараса Шевченка, де і закінчується. Між вулицею і драмтеатром знаходиться Сквер Кобзаря, в якому розташований пам'ятник Тарасові Шевченку.

## Освіта
- Інститут медико-біологічних проблем ТДМУ (Юліуша Словацького, 2)

## Установи
- Українська фінансова група (Юліуша Словацького, 2)